# Пеутлинг, Андрей Александрович
Пеутлинг Андрей Александрович (1786 — неизвестно) — екатеринославский гражданский губернатор, действительный статский советник.

## Биография
Из дворян Оренбургской губернии. Пеутлинги — русский дворянский род немецкого (балтийского) происхождения, угасший во второй половине XIX в. Утверждённого герба род не имел. Сын генерал-губернатора Симбирского и Уфимского, военного губернатора Оренбургского, генерал-поручика Александра Александровича Пеутлинга младшего (1739—1795). Внук обер-коменданта Дерпта, генерал-майора Александра Александровича Пеутлинга старшего. Дядя академика П. П. Пекарского.
Образование получил домашнее. Вступил в службу в 1804 унтер-офицером Рыльского мушкетерского (пехотного) полка в составе Оренбургской инспекции: из портупей-прапорщиков произведён в прапорщики 7 (19) марта 1807. Служил по штатам того полка с небольшим перерывом (1816) до его расформирования в апреле 1833 года.
В чине капитана Рыльского пехотного полка и в должности старшего адъютанта штаба 23-й пехотной дивизии 4-го пехотного корпуса 1-й Западной армии участвовал в Отечественной войне 1812 года, Бородинском сражении, в кампаниях зарубежных походов 1813—1814 гг. За отличие в тех кампаниях был награждён орденами Святого Владимира 4 степени с бантом 19 (31) декабря 1812, Святой Анны 2 степени 3 (15) июня 1813, серебряной медалью «В память Отечественной войны 1812» 22 декабря 1813 (3 января 1814), прусским орденом Pour le Mérite (10.1814) и произведён в чин майора Рыльского пехотного полка (1814).
После возвращения в Россию был переведён, за болезнью, майором Уфимского гарнизонного батальона внутренней стражи 28 мая (9 июня) 1816. В том же батальоне ранее служил старший его брат — Александр, умерший штабс-капитаном и исключенный из списков 26 января (7 февраля) 1816. Переведён обратно майором Рыльского пехотного полка 15 (27) января 1817. Назначен старшим адъютантом главного штаба 1-й армии по части дежурного генерала 20 февраля (4 марта) 1817. За отличие по службе произведён в подполковники 21 января (2 февраля) 1819 с оставлением в должности; в том чине и в той должности за отлично-усердную службу пожалован алмазными знаками ордена Святой Анны 2 степени 30 января (11 февраля) 1825. Как адъютант штаба 1-й армии принимал участие в проведении следственных действий по делам участников восстания декабристов и членов тайных обществ. За отличие по службе произведён полковником Рыльского пехотного полка 25 декабря 1826 (6 января 1827) с оставлением в должности.
В том чине того же полка на 1 (13) января 1828 — и. д. дежурного штаб-офицера в 3-й гренадерской и сводной пехотной дивизиях 5-го пехотного корпуса; на 01.01.1829 — дежурный штаб-офицер штаба 5-го пехотного корпуса; на 01.01.1831 — дежурный штаб-офицер штаба 4-го пехотного корпуса.
В той должности и в том же чине участвовал в Польской кампании 1830—1831: в воздаяние отличного мужества и храбрости, оказанных в сражениях против польских мятежников, 24 октября (5 ноября) 1831 пожалован золотой шпагой с надписью — «За храбрость» и польским знаком отличия за военное достоинство «Virtuti militari.1831» 31 декабря 1831 (12 января 1832).
По совокупности заслуг, в том же чине и в той же должности, за беспорочную 25-летнюю выслугу в обер-офицерских чинах пожалован кавалером ордена Святого Георгия IV класса 16 (28) декабря 1831 (печатный указ от 26 декабря 1831 (7 января 1832)).
Состоял по штатам Рыльского пехотного полка до его расформирования: 1 (13) марта 1833 — высочайшее благоволение, за отлично-усердную и ревностную службу. После расформирования полка 2 (14) апреля 1833 был зачислен полковником по армейской пехоте с оставлением в должности дежурного штаб-офицера 4-го пехотного корпуса: в воздаяние отлично-усердной и ревностной службы орден Святого Станислава 3 степени 25 марта (6 апреля) 1834; знак отличия беспорочной службы за XXV лет 22 августа (3 сентября) 1834; высочайшие благоволения за «12-рядное учение пехотных полков 4-го пехотного корпуса с пешей артиллерией в полном её составе» 11 (23) сентября 1834 и за «линейное учение всего 4-го пехотного корпуса» 13 (25) сентября 1834.
Из состоящего по армии полковника в должности дежурного штаб-офицера 4-го пехотного корпуса, за отличие по службе пожалован в действительные статские советники для определения «по Гражданской части» 7 (19) апреля 1835. Приехал из Москвы в С.-Петербург 28 апреля (10 мая) 1835 и был определён состоять при Министерстве внутренних дел кандидатом на должности в губерниях. В июле того же 1835 года продал родовое своё уфимское имение.
Назначен и. д. екатеринославского гражданского губернатора 2 (14) мая 1836. В октябре 1837 встречал и сопровождал в Екатеринославе членов императорской фамилии, возглавив торжества, посвященные посещению города её величеством, её высочеством великой княжной Марией Николаевной, её высочеством великой княгиней Еленой Павловной, а также наследником цесаревичем Александром Николаевичем. Утверждён в должности 11 (23) декабря 1837; монаршее благоволение 24 июня (6 июля) 1839, за успешное взыскание податей и недоимок за 2-е полугодие 1838.
В августе 1839 года как участник Бородинского сражения А. А. Пеутлинг присутствовал на Бородинском поле на торжествах в честь открытия монумента на батарее Раевского и наблюдал за проведением грандиозных воинских манёвров. Как участник сражения, состоящий в действительной гражданской службе в должности екатеринославского губернатора, был представлен лично императору Николаю I 23 августа (4 сентября) 1839, и находился при открытии в Бородине памятника 26 августа (7 сентября) 1839.
В воздаяние отлично-усердной службы и ревностных трудов был награждён орденом Святого Станислава 1 степени 27 июля (8 августа) 1840; по представлению инспектора резервной пехоты, монаршее благоволение 18 (30) октября 1842, за усердное попечение о войсках, квартирующих в губернии. ВП от 24 января (5 февраля) 1847 за № 9, по МВД, всемилостивейше уволен от службы, а по другим сведениям — уволен 25 января (6 февраля) 1847. Как бывший начальник Екатеринославской губернии пожалован монаршим благоволением 10 (22) мая 1847 за исправный сбор податей по губернии в 1846.
Помещик родового имения, состоящего Оренбургской губернии, Уфимского уезда, в сельце Александровке, в котором за ним, по 8-й ревизии — 1834, было дворовых и крестьян 26 душ муж. пола. После производства в генеральский ранг, по купчей от 13 (25) июля 1835, совершенной в Оренбургской гражданской палате, продал имение своей ятровке, надворной советнице Авдотье Дмитриевне Пеутлинг, всё без остатка, «за исключением из них дворовых людей, без раздроблений семейств, вдову Евдокию, с сыновьями её Егором, Семёном и Андрияном, холостыми, и Егора Ларионова, холостого ж, за тем остальных 22 муж. пола души: с женами их, вдовами, девками и с рождёнными от них после 8-й ревизии обоего пола детьми, с господским и крестьянским всякого рода строением, скотом рогатым, мелким, с лошадьми и с птицами, с хлебом в гумнах стоячим, молоченным и в земле посеянным, с пашенной и непашенной землею, с лесами, сенными покосами и со всеми угодьями, ассигнациями за 13 500 руб.» По-видимому, оставленные 4 дворовых муж. пола и являются тем самым «родовым имением» Пеутлинга в 4 души, которое показано в формулярах губернатора.
Продав родовое своё имение, после отставки жил в Екатеринославе. Екатеринославский домовладелец Нагорной части. Последний раз в документах упоминается в 1862. Там же — в Екатеринославле, умер не позднее ноября 1866, когда воинский начальник Екатеринославской губернии обратился к губернской земской управе с просьбой о найме дома «умершего действительного статского советника Пеутлинга» для размещения 4-го стрелкового резервного батальона, в чём было отказано. В следующем — 1867, дом был сдал в аренду под размещение больницы Екатеринославской духовной семинарии, находившейся там по 1877: «В 1867 г., по причинам, изложенным в рапорте г. Рекса, с разрешения преосвященного Платона, для семинарской больницы нанят был дом Пеутлинга, бывший в ведении душеприказчика Скрыльникова. За дом обязались платить по 400 руб. в год. Это помещение больницы было лучшим из всех, которые семинария нашла и имеет до настоящей поры. Только новая больница, которая строится в настоящее время подле нового семинарского корпуса, ожидается быть лучшей, чем была она в доме Пеутлинга»

## Семья
- Жена — Фелиция Михайловна. Вместе с командиром 4-го пехотного корпуса в 1830-х гг. была восприемницей детей штабных сослуживцев мужа.[29] Сведений о детях А. А. и Ф. М. Пеутлинг нет.
- Младший брат — подполковник (04.09.1837) Николай Александрович Пеутлинг. Знакомый А. С. Пушкина. Служил в разных воинских частях, некоторое время — в округе военного поселения Елисаветградского уланского полка и командиром (начальником) 8-го округа Новороссийского военного поселения; с 24.12.1842 по 01.08.1843 — командир Уфимского казачьего полка. В той должности, и в том чине, умер на службе. Был холост.
- Племянник — Дмитрий Петрович Пеутлинг, воспитанник Института Корпуса горных инженеров, горный инженер (вып. 20.07.1834, с чином коллежского регистратора), коллежский секретарь в отставке. Верхнеуральский золотопромышленник, владелец золотых приисков, основатель золотопромышленной компании своего имени. Действительный член Уральского общества любителей естествознания. Последний мужской представитель рода Пеутлинга. Брат Анны, Натальи, Прасковьи (Смолянка с 1815, вып. 1824), Анастасии, титулярной советницы Марии Лепоринской. Его жена — Леонора Адамова. Их дочь — Надежда Дмитриевна Савостьянова, жена отставного титулярного советника Александра Ивановича Савостьянова. Внук — Дмитрий Александрович Савостьянов (р. 28.06.1857[30]).